# Per Stigman
Per Stigman (egentligen Per Olsson i Urshult) är huvudperson i en rad historiska äventyrsberättelser, skrivna av Nils Holmberg under pseudonymen A.M. Marksman.
Per Stigmans äventyr utspelar sig i det medeltida Sverige och tar avstamp i tiden efter slaget vid Gataskogen 1365, men skrevs under andra världskrigets krigsår. Per Stigman och hans män, som liksom Robin Hood är fredlösa, gör upp räkningen med tyska fogdar och svenska stormän i Albrekt av Mecklenburgs Sverige. Såsom varande tysk var Albrecht en lämpligt måltavla när kommunisten och redaktören för den antinazistiska Arbetartidningen Nils Holmberg ville gissla nazisterna. Att se verken i andra världskrigets perspektiv är inte nödvändigt. Böckerna går bra att läsa ändå eftersom de har ett spännande innehåll i historisk svensk miljö. 
Äventyrsberättelserna införde först i Rekord-Magasinet. Enligt Boéthius föddes Per Stigman i själva verket redan 1942 då Holmberg blev ombedd att skriva en följetong för ungdom i det å nystartade Rekord-Magasinet. Hjälten dök upp i tidningens första nummer utgivet i december 1942, och var ett slags barnversion av Rid i natt.
Historierna gavs 1970 ut av förlaget Svenska Barn, i en serie om fyra delar. Mellan 1976 och 1982 gav Oktoberförlaget (och senare Askelin & Hägglund) ut Per Stigmans äventyr på nytt, i nio delar, med Thord Lindbloms originalillustrationer från Rekord-Magasinet. Böckerna gavs då även samtidigt ut på norska Oktoberförlaget, och på Island. Dansk TV gjorde en serie baserad på historierna, och berättelserna trycktes även i tidningar som Västerbottens-Kuriren, Sydsvenska Dagbladet-Snällposten, Folket i Bild/Kulturfront, Kamratposten och Göteborgstidningen.